# 在線燒錄

6-pin和10-pin AVR ISP連接器

在線燒錄（In-system programming）簡稱ISP，也称为在线串行编程（in-circuit serial programming，ICSP），是可以燒錄已焊接在印刷電路板上的可程式化邏輯裝置、单片机或是其他嵌入式系统的技術。傳統的燒錄方式是在元件安裝之前先燒錄韌體，燒錄後再焊接到電路板上。透過在線燒錄技術，也可以燒錄微控制器以及其他處理器上的記憶體，不需專用的燒錄硬體，因此可以簡化設計工作。
有關燒錄单片机設備的通訊協定，目前還沒有一致性的標準。幾乎所有廠牌的微控器都支持此一功能，但利用不同的通訊協定來實現，就算是同一廠商的不同晶片，也可能使用不同的通訊協定。一般來說，目前的通訊協定會設法讓使用的針腳數越少越好，一般會用到二個針腳，有些ISP介面會設法用一個針腳達到此目的，也有一些是用四個針腳的JTAG介面。
在線燒錄的主要好處是工廠生產時，不用單獨規劃程式燒錄站，可以將程式燒錄以及測試整合在同一站，以便節省成本。也可以讓工廠以自身的生產線燒錄晶片，不需要由製造商或是經銷商購買已燒錄好的晶片，因此可在生產過程進行韌體的修改。
另一個好處是產線可以使用最新的韌體，可以將最新的功能以及問題修正實施在生產線上的產品，若是用預燒錄的微控制器，且不支援在線燒錄機能，需要將舊韌體的控制器用完，再使用最新韌體，使得上線的時程往後延。
微控制器一般會直接焊接在電路板上，沒有電路或是空間可以透過外部的燒錄線接到另一台電腦。
一般來說，支援在線燒錄功能的晶片會有內部的電路，用系統正常的工作電壓來產生燒錄用的電壓，也可以透過串列通訊和燒錄器通訊。許多燒錄設備會針對在線燒錄，提供類似JTAG的通訊協定，以和自動測試程序進行整合。有些設備則用專用的協定或是用舊標準下定義的協定。若系統已大到需要較大的胶连逻辑，設計者會針對非JTAG元件（例如闪存和微控制器）規劃用JTAG控制的燒錄子系統，以便用單一協定進行燒錄和測試。

## 工業應用
在線燒錄一般是在產品生產的最後一站，依產量的不同，有二種不同的作法。
第一種方式是用連接器連接產品和燒錄器，此作法需要人工將連接器接到產品上，因此只適用於低產量的製程中。
第二種方式是利用印刷电路板上的測試點，這些是在電路板上特定位置的點，在電氣上連接到電路板上的其他元件。測試點是讓測試設備可以輸出信號到電路板，或是從電路板讀取信號，以進行電路板的功能測試。若微處理器用來燒錄的腳位也和測試點連接，就可以用在在線燒錄。針對中高產量的製程中，用測試點燒錄是比較理想的作法，因為可以在生產製程中整合燒錄步驟。
在生產線上的电路板在測試時，會放在測試针床上（稱為測試治具）。依產量不同，測試治具可能會整合到半自動或是全自動的測試糸統中（自动测试设备）。測試治具會針對每一種電路板（或特定某系列電路板）設計，因此測試治具可以適合在所配合設計的幾個電路板上。若電路板以正確方式擺放在治具上時，测试设备中會有機構讓治具的針腳接到電路板上的測試點，以進行測試。而若要進行在線燒錄，會在自动测试设备中增加燒錄器，燒錄產品中的微控制器或是串列記憶體。